# 柔和
| ウィキペディアには「柔和」という見出しの百科事典記事はありません（タイトルに「柔和」を含むページの一覧/「柔和」で始まるページの一覧）。 代わりにウィクショナリーのページ「柔和」が役に立つかもしれません。 |